# Angela Francese
Angela Francese (Napoli, 15 settembre 1950 – Grosseto, 29 aprile 2025) è stata una politica italiana.